# Robert Naudts
Robert Naudts (15 december 1925 - 13 december 2017) was een Belgisch voetbalbestuurder. Tussen 1985 en 1987 was hij voorzitter van voetbalclub KAA Gent. 

## Biografie
Naudts sloot zich op tienjarige leeftijd aan bij La Gantoise, het huidige KAA Gent, als jeugdspeler. Later werd hij er jeugdtrainer. Toen René Hoste in 1964 voorzitter werd, werd Naudts samen met Freddy Mastelinck gevraagd om ondervoorzitter te worden.
Freddy Mastelinck volgde René Hoste in 1967 op als voorzitter. Robert Naudts was van 1974 tot 1976 voorzitter ad interim als opvolger van Mastelinck. In 1985 werd hij voorzitter als opvolger van Albert De Meester. In 1988 werd hij op zijn beurt opgevolgd door Jean Van Milders. Op 8 juli 1988 werd hij door de raad van bestuur van KAA Gent voor zijn verdiensten benoemd tot ere-voorzitter.